# تشاتوم
تشاتوم (بالإنجليزية: Chatom)‏ هي مدينة أمريكية تقع في ولاية ألاباما.تبلغ مساحة هذه المدينة 28.2 (كم²)،ويبلغ عدد سكانها 1193 نسمة حسب إحصاء سنة 2010 م.تشير الإحصاءات بأن الكثافة السكانية في هذه المدينة تقدر بـ(42.3) نسمة/كم2.

## التركيبة السكانية
حدّد مكتب تعداد الولايات المتحدة بيانات التركيبة السكانية لتشاتوم في تعداد الولايات المتحدة. في ما يلي، التركيبة السكانية حسب تعدادي 2000 و2010.

### تعداد عام 2000
بلغ عدد سكان تشاتوم 1,193 نسمة بحسب تعداد عام 2000، وبلغ عدد الأسر 449 أسرة وعدد العائلات 308 عائلة مقيمة في البلدة. في حين سجلت الكثافة السكانية 43 نسمة لكل كيلومتر مربع (111.4/ميل2). وبلغ عدد الوحدات السكنية 523 وحدة بمتوسط كثافة قدره 18.8 لكل كيلومتر مربع (48.7/ميل2).
وتوزع التركيب العرقي للبلدة بنسبة 67.23% من البيض و32.10% من الأمريكيين الأفارقة و0.42% من الأمريكيين الأصليين و0.08% من الأعراق الأخرى و0.17% من عرقين مختلطين أو أكثر و0.50% من الهسبانيون أو اللاتينيون من أي عرق.
بلغ عدد الأسر 449 أسرة كانت نسبة 41.2% منها لديها أطفال تحت سن الثامنة عشر تعيش معهم، وبلغت نسبة الأزواج القاطنين مع بعضهم البعض 48.6% من أصل المجموع الكلي للأسر، ونسبة 18% من الأسر كان لديها معيلات من الإناث دون وجود شريك، بينما كانت نسبة 2% من الأسر لديها معيلون من الذكور دون وجود شريكة وكانت نسبة 31.4% من غير العائلات. تألفت نسبة 28.7% من أصل جميع الأسر من عدة أفراد يعيشون في نفس المنزل ونسبة 15.4% كانت تتألف من شخص يعيش بمفرده يبلغ من العمر 65 عاماً أو أكثر. وبلغ متوسط حجم الأسرة المعيشية 2.48، أما متوسط حجم العائلات فبلغ 3.10.
بلغ العمر الوسطي للسكان 35.2 عاماً. وكانت نسبة 27.9% من القاطنين تحت سن الثامنة عشر، وكانت نسبة 8.9% بين الثامنة عشر والرابعة والعشرين عاماً، ونسبة 23.6% كانت واقعةً في الفئة العمرية ما بين الخامسة والعشرين والرابعة والأربعين عاماً، ونسبة 18.9% كانت ما بين الخامسة والأربعين والرابعة والستين، ونسبة 14.2% كانت ضمن فئة الخامسة والستين عاماً فما فوق. يوجد لكل 100 أنثى 87.4 ذكر، ويوجد لكل 100 أنثى في الثامنة عشر من عمرها فما فوق 76.9 ذكر.
بلغ متوسط دخل الأسرة في البلدة 31,319 دولارًا، أما متوسط دخل العائلة فبلغ 41,563 دولارًا. وكان متوسط دخل الذكور 36,518 دولارًا مقابل 19,750 دولارًا للإناث. وسجل دخل الفرد الخاص بالبلدة 16,650 دولارًا. وكانت نسبة 17.3% من العائلات ونسبة 23.5% من السكان تحت خط الفقر، وكان من هؤلاء نسبة 34.4% تحت سن الثامنة عشر ونسبة 20.9% في الخامسة والستين من العمر وما فوق.

### تعداد عام 2010
بلغ عدد سكان تشاتوم 1,288 نسمة بحسب تعداد عام 2010، وبلغ عدد الأسر 458 أسرة وعدد العائلات 326 عائلة مقيمة في البلدة. في حين سجلت الكثافة السكانية 46.4 نسمة لكل كيلومتر مربع (120.2/ميل2). وبلغ عدد الوحدات السكنية 521 وحدة بمتوسط كثافة قدره 18.8 لكل كيلومتر مربع (48.7/ميل2).
وتوزع التركيب العرقي للبلدة بنسبة 68.17% من البيض و31.13% من الأمريكيين الأفارقة و0.31% من الأعراق الأخرى و0.39% من عرقين مختلطين أو أكثر و0.62% من الهسبانيون أو اللاتينيون من أي عرق.
بلغ عدد الأسر 458 أسرة كانت نسبة 40.4% منها لديها أطفال تحت سن الثامنة عشر تعيش معهم، وبلغت نسبة الأزواج القاطنين مع بعضهم البعض 46.9% من أصل المجموع الكلي للأسر، ونسبة 20.7% من الأسر كان لديها معيلات من الإناث دون وجود شريك، بينما كانت نسبة 3.5% من الأسر لديها معيلون من الذكور دون وجود شريكة وكانت نسبة 28.8% من غير العائلات. تألفت نسبة 26.2% من أصل جميع الأسر من عدة أفراد يعيشون في نفس المنزل ونسبة 11.8% كانت تتألف من شخص يعيش بمفرده يبلغ من العمر 65 عاماً أو أكثر. وبلغ متوسط حجم الأسرة المعيشية 2.49، أما متوسط حجم العائلات فبلغ 3.02.
بلغ العمر الوسطي للسكان 38.8 عاماً. وكانت نسبة 26.3% من القاطنين تحت سن الثامنة عشر، وكانت نسبة 7.6% بين الثامنة عشر والرابعة والعشرين عاماً، ونسبة 23.9% كانت واقعةً في الفئة العمرية ما بين الخامسة والعشرين والرابعة والأربعين عاماً، ونسبة 24.4% كانت ما بين الخامسة والأربعين والرابعة والستين، ونسبة 17.8% كانت ضمن فئة الخامسة والستين عاماً فما فوق. وتوزع التركيب الجنسي للسكان بنسبة 47.4% ذكور و52.6% إناث.

## المناخ
يظهر الجدول التالي التغييرات المناخية على مدار السنة لتشاتوم:
| البيانات المناخية لـتشاتوم        | البيانات المناخية لـتشاتوم | البيانات المناخية لـتشاتوم | البيانات المناخية لـتشاتوم | البيانات المناخية لـتشاتوم | البيانات المناخية لـتشاتوم | البيانات المناخية لـتشاتوم | البيانات المناخية لـتشاتوم | البيانات المناخية لـتشاتوم | البيانات المناخية لـتشاتوم | البيانات المناخية لـتشاتوم | البيانات المناخية لـتشاتوم | البيانات المناخية لـتشاتوم | البيانات المناخية لـتشاتوم |
| الشهر                             | يناير                      | فبراير                     | مارس                       | أبريل                      | مايو                       | يونيو                      | يوليو                      | أغسطس                      | سبتمبر                     | أكتوبر                     | نوفمبر                     | ديسمبر                     | المعدل السنوي              |
| --------------------------------- | -------------------------- | -------------------------- | -------------------------- | -------------------------- | -------------------------- | -------------------------- | -------------------------- | -------------------------- | -------------------------- | -------------------------- | -------------------------- | -------------------------- | -------------------------- |
| متوسط درجة الحرارة الكبرى °م (°ف) | 16 (60)                    | 18 (65)                    | 22 (72)                    | 26 (79)                    | 30 (86)                    | 33 (91)                    | 34 (93)                    | 33 (92)                    | 31 (88)                    | 27 (80)                    | 21 (70)                    | 17 (62)                    | 26 (78)                    |
| متوسط درجة الحرارة الصغرى °م (°ف) | 2 (36)                     | 3 (38)                     | 7 (44)                     | 11 (52)                    | 16 (60)                    | 19 (66)                    | 21 (69)                    | 20 (68)                    | 18 (64)                    | 11 (52)                    | 6 (43)                     | 3 (37)                     | 11 (52)                    |
| الهطول مم (إنش)                   | 140 (5.5)                  | 140 (5.5)                  | 160 (6.2)                  | 120 (4.9)                  | 130 (5)                    | 120 (4.9)                  | 160 (6.3)                  | 120 (4.8)                  | 120 (4.6)                  | 84 (3.3)                   | 110 (4.3)                  | 150 (5.8)                  | 1٬550 (61.1)               |
| المصدر: Weatherbase               |                            |                            |                            |                            |                            |                            |                            |                            |                            |                            |                            |                            |                            |